# Phreatoasellus minatoi
Phreatoasellus minatoi är en kräftdjursart som först beskrevs av Matsumoto 1978.  Phreatoasellus minatoi ingår i släktet Phreatoasellus och familjen sötvattensgråsuggor. Inga underarter finns listade i Catalogue of Life.